# 俄羅斯航空

俄航的「錘子與鐮刀之翼」標誌

蘇聯時期的俄航旗幟

俄羅斯航空（羅馬化：Aeroflot，直译：「航空艦隊」），又譯為俄羅斯國際航空、阿洛福航空，中文簡稱俄航，是俄羅斯的國家航空公司，總部設在莫斯科。最初前身為1923年成立之蘇聯民航總局，其运营部门曾壟斷蘇聯國內外所有民航服務，當時是世界最大的民用航空業者，也是世界历史最悠久的航空公司之一；1991年蘇聯解體時，其國內航線分裂成380多家業者（這些業者又被稱為「寶貝機隊」），只保有國際航線業務，後來重新建立國內航線。1994年改組為股份有限公司（公開股份公司）。其俄語原名的「Aeroflot」即指蘇聯民航總局，而IATA代码「SU」即为苏联。2006年加入天合聯盟，2022年因俄烏戰爭爆發被天合聯盟暫停會籍。
截至2018年，俄航的服務據點遍及52個國家的116座城市，其中主要轉運樞紐為莫斯科谢列梅捷沃国际机场，旗下機隊共有225架。俄航是索契冬奥会的合作伙伴。
2022年，因應俄烏戰爭爆發，俄航決定暫時停飛大量國際航線，目前以執飛亞洲航班為主。

## 名稱變遷
1923年－1991年：蘇聯民航（蘇聯民航總局）
1991年－2000年：俄羅斯國際航空
2000年－現今：俄羅斯航空

## 航點

### 代碼共享
俄羅斯航空與以下航空公司簽有代碼共享協議(其中大部分因俄烏戰爭暫停共享)︰
- 法國航空（AF）
- 墨西哥國際航空（AM）
- 阿根廷航空（AR）
- 芬蘭航空（AY）
- 意大利航空（AZ）
- 波羅的海航空（BT）
- 中國南方航空（CZ）
- 保加利亞航空（FB）
- 冰島航空（FI）
- 俄羅斯國家航空（FV）
- 嘉魯達印尼航空（GA）
- 極光航空（HZ）
- 塞爾維亞航空（JU）
- 日本航空（JL）
- 大韓航空（KE）
- 馬耳他航空（KM）
- 肯亞航空（KQ）
- LOT波蘭航空（LO）
- 中國東方航空（MU）
- 蒙古民用航空（OM）
- 曼谷航空（PG）
- 西伯利亞航空（S7）
- 沙特阿拉伯航空（SV）
- 歐羅巴航空（UX）
- 越南航空（VN）

## 機隊

### 現役機型
截至2022年10月，俄羅斯航空的機隊詳情如下：

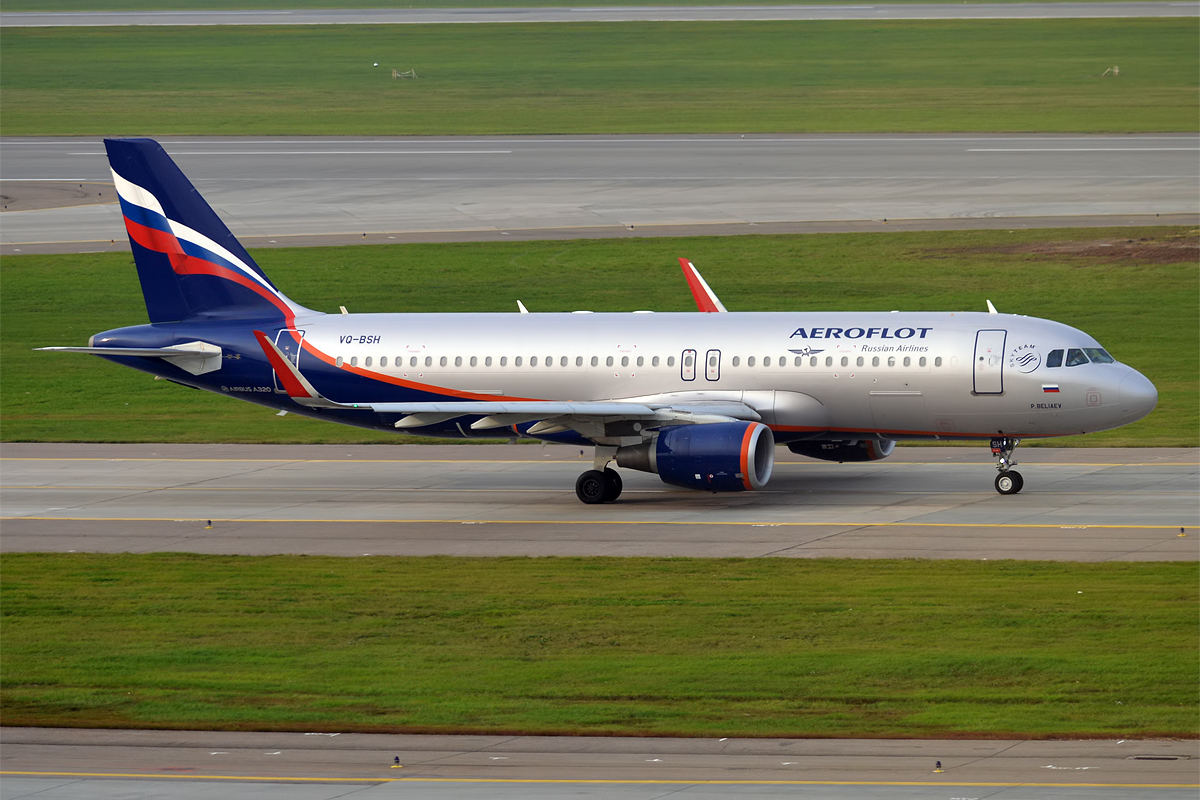
俄航空中客车A320
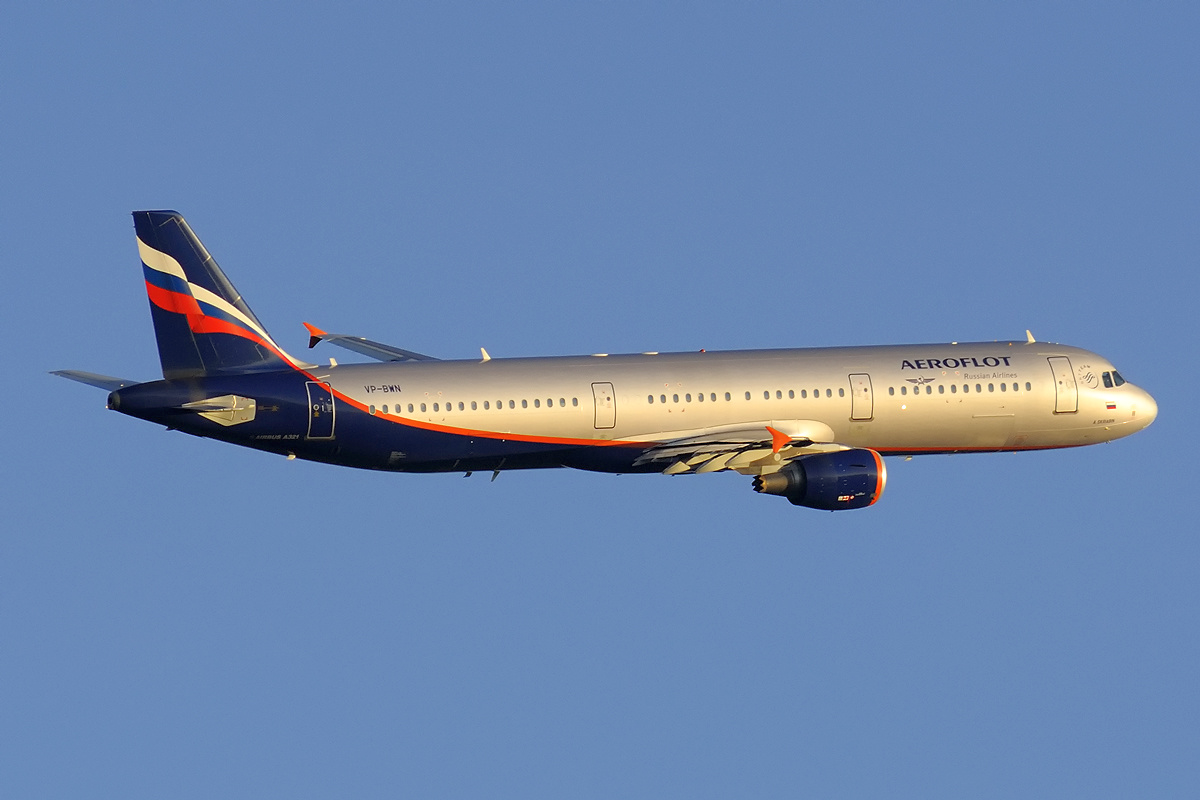
披上俄航現有塗裝的空中客车A321-200
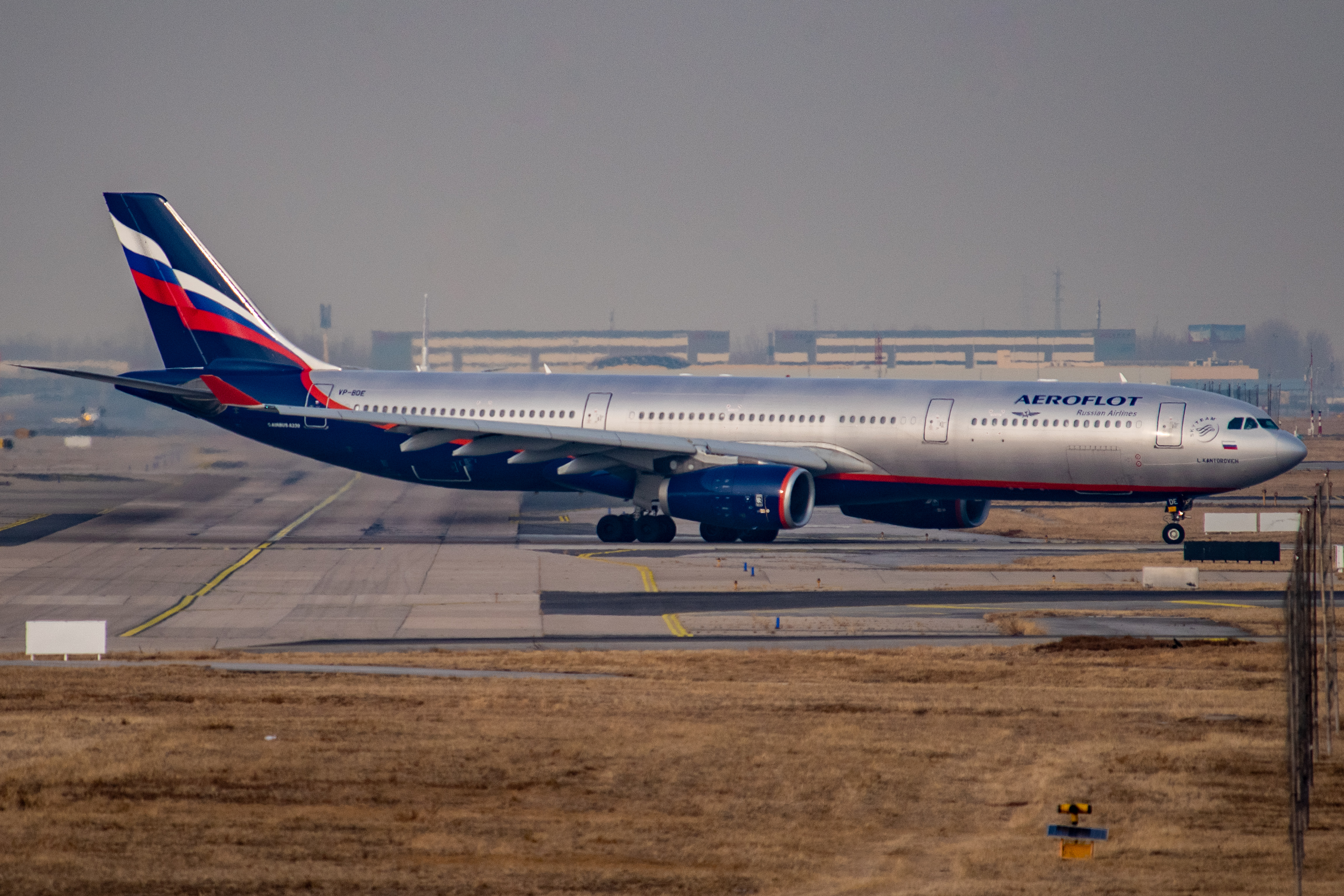
俄航空中客车A330于北京首都国际机场
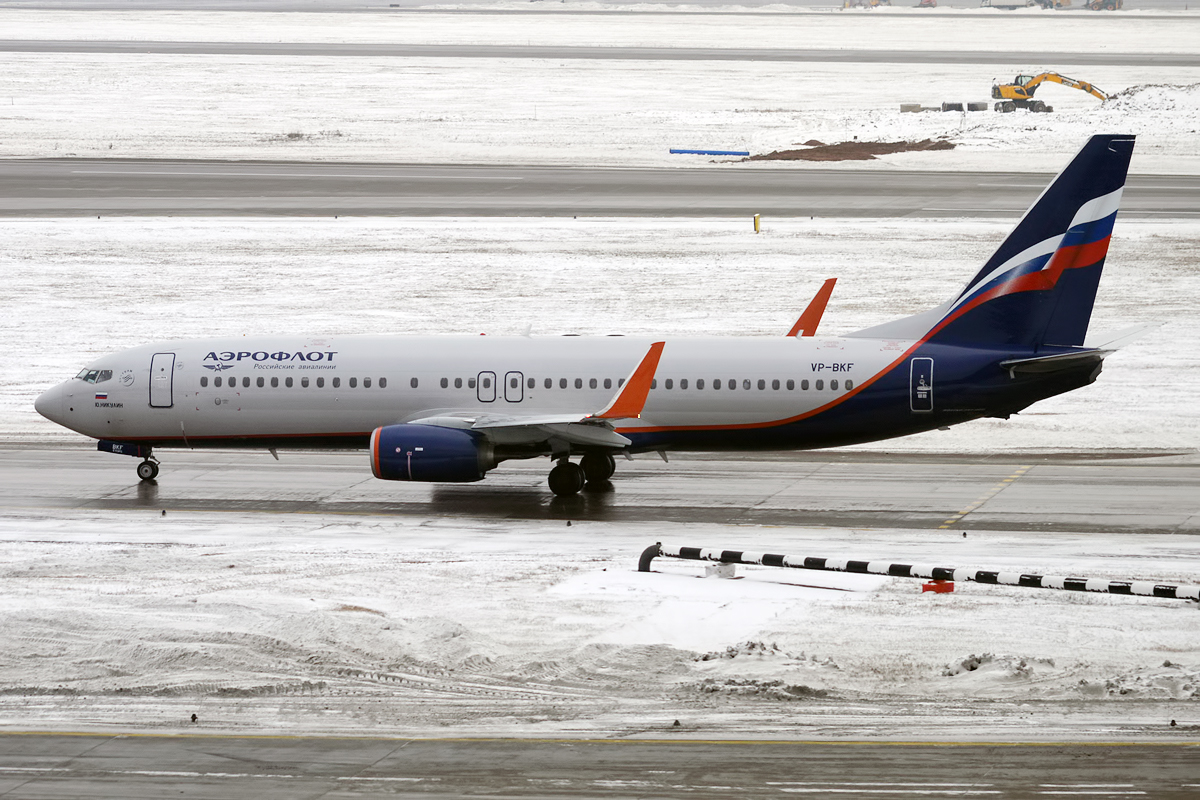
波音737于谢列梅捷沃国际机场
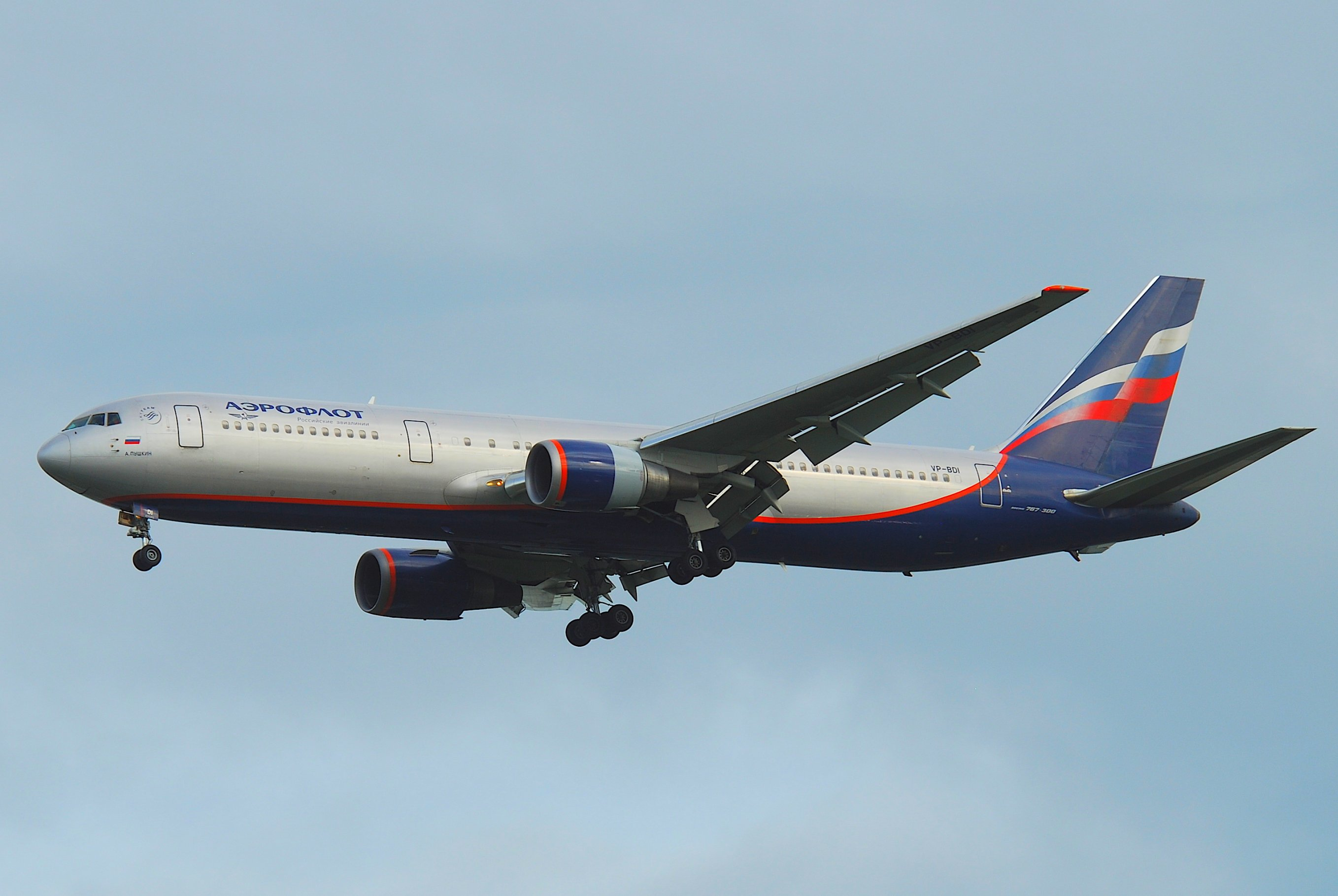
俄航波音767于曼谷素万那普机场
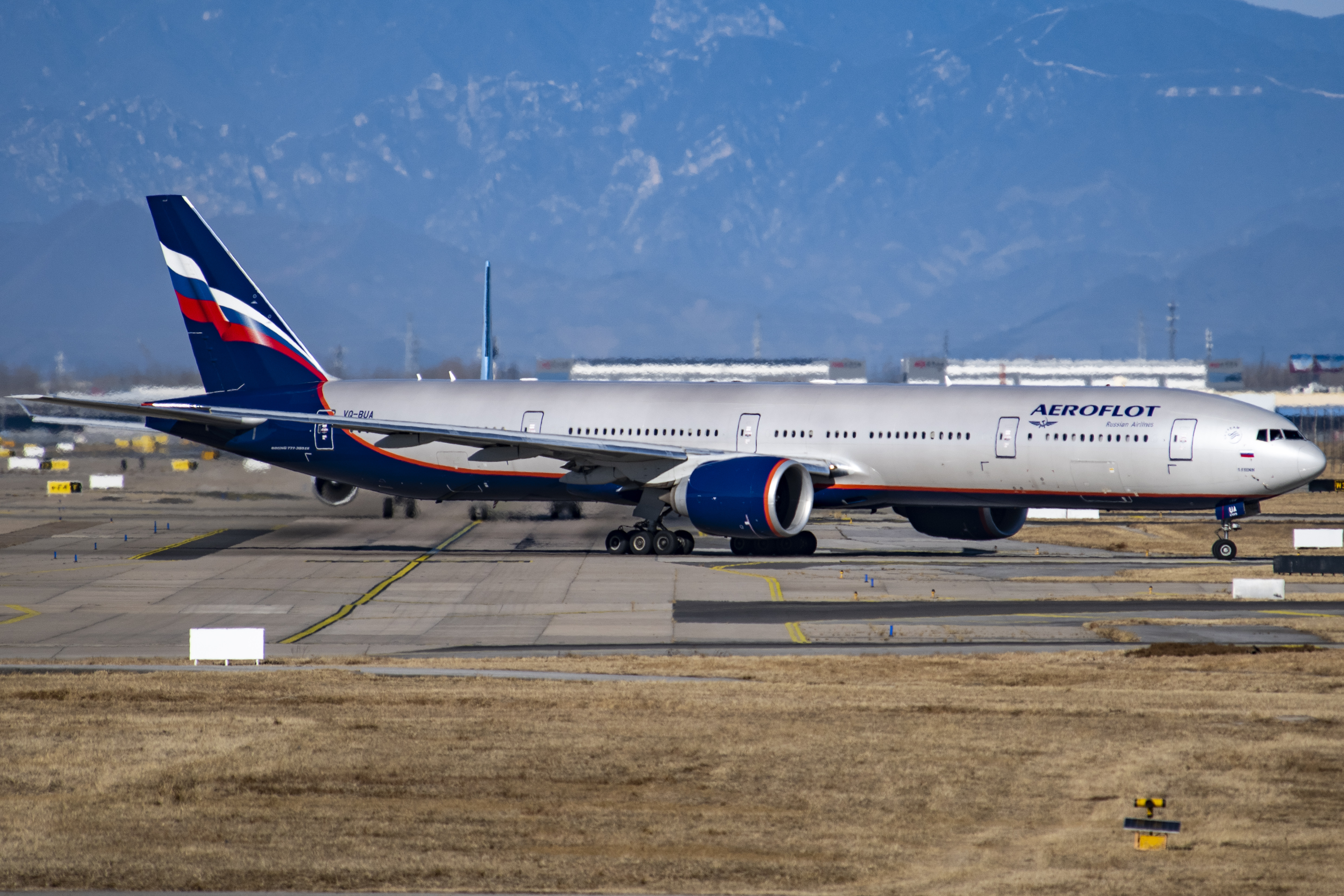
波音777-300ER

### 已退役機型

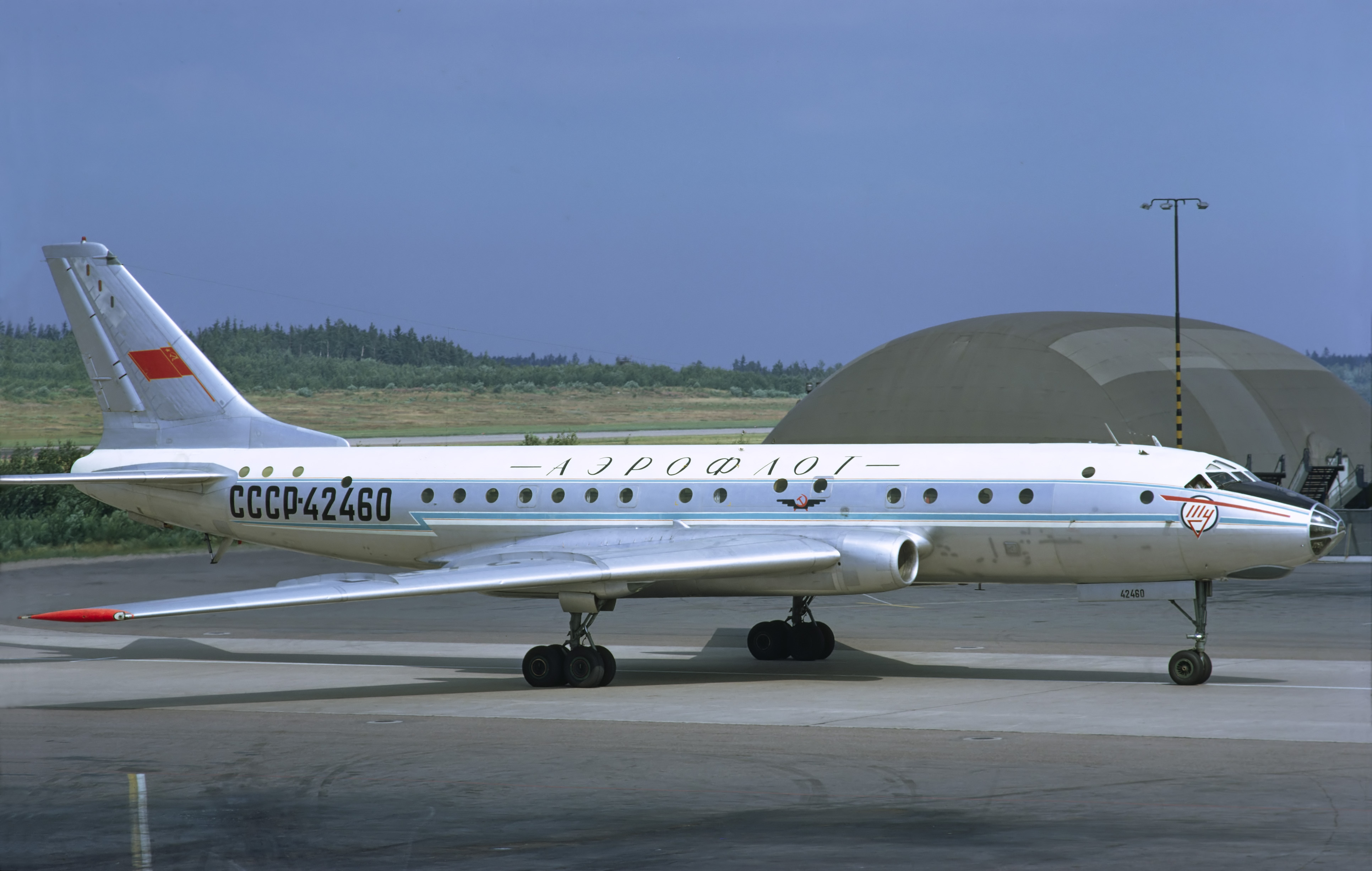
蘇聯民航時期的圖-104（1972年）

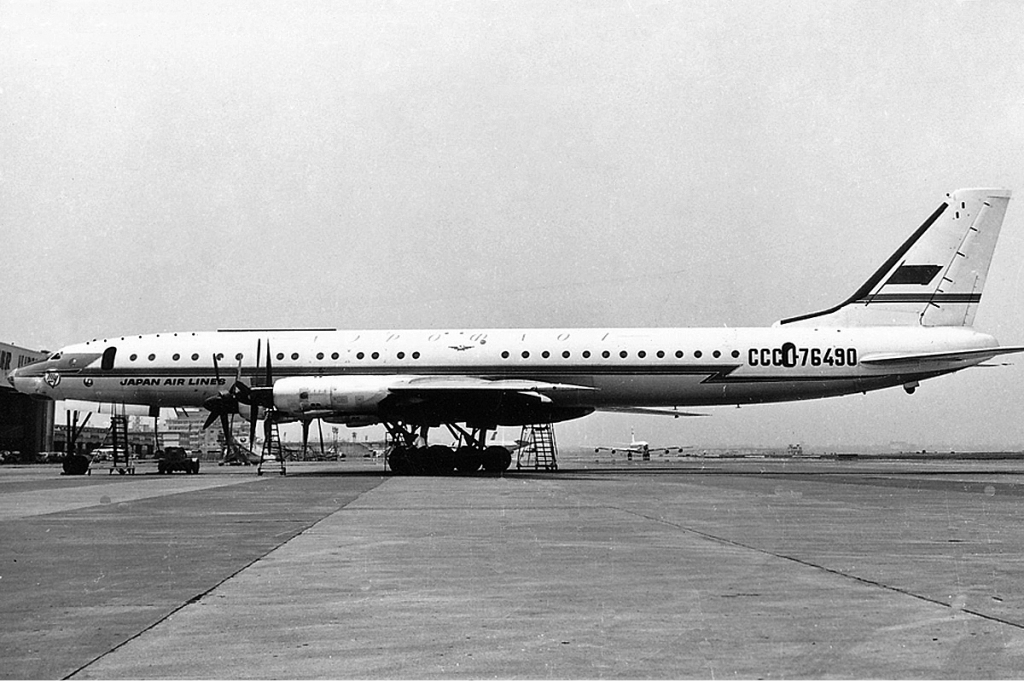
1967年，蘇聯民航（與日本航空聯營日蘇航線）的圖-114在東京國際機場（羽田）

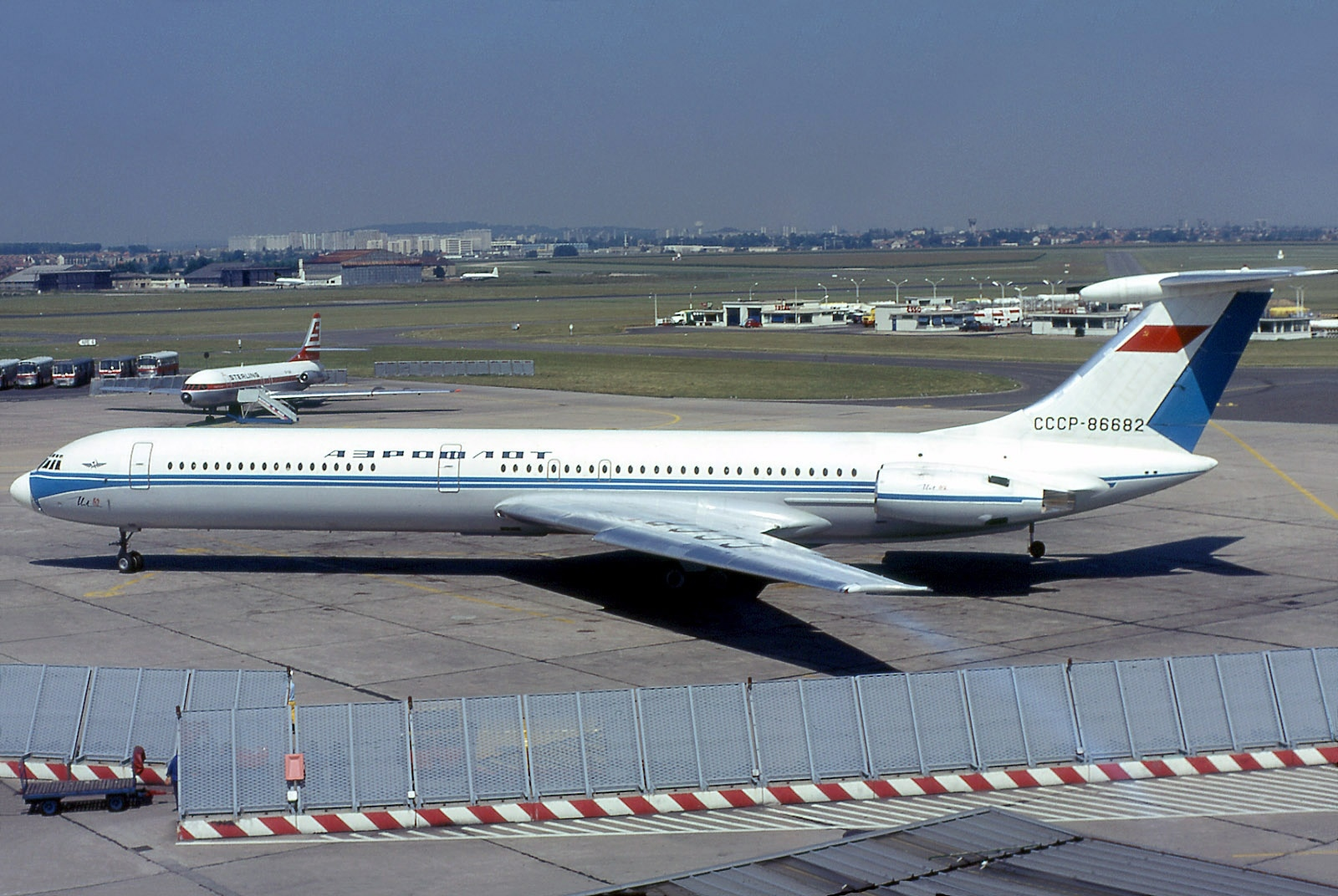
蘇聯民航的伊爾-62（1974年）

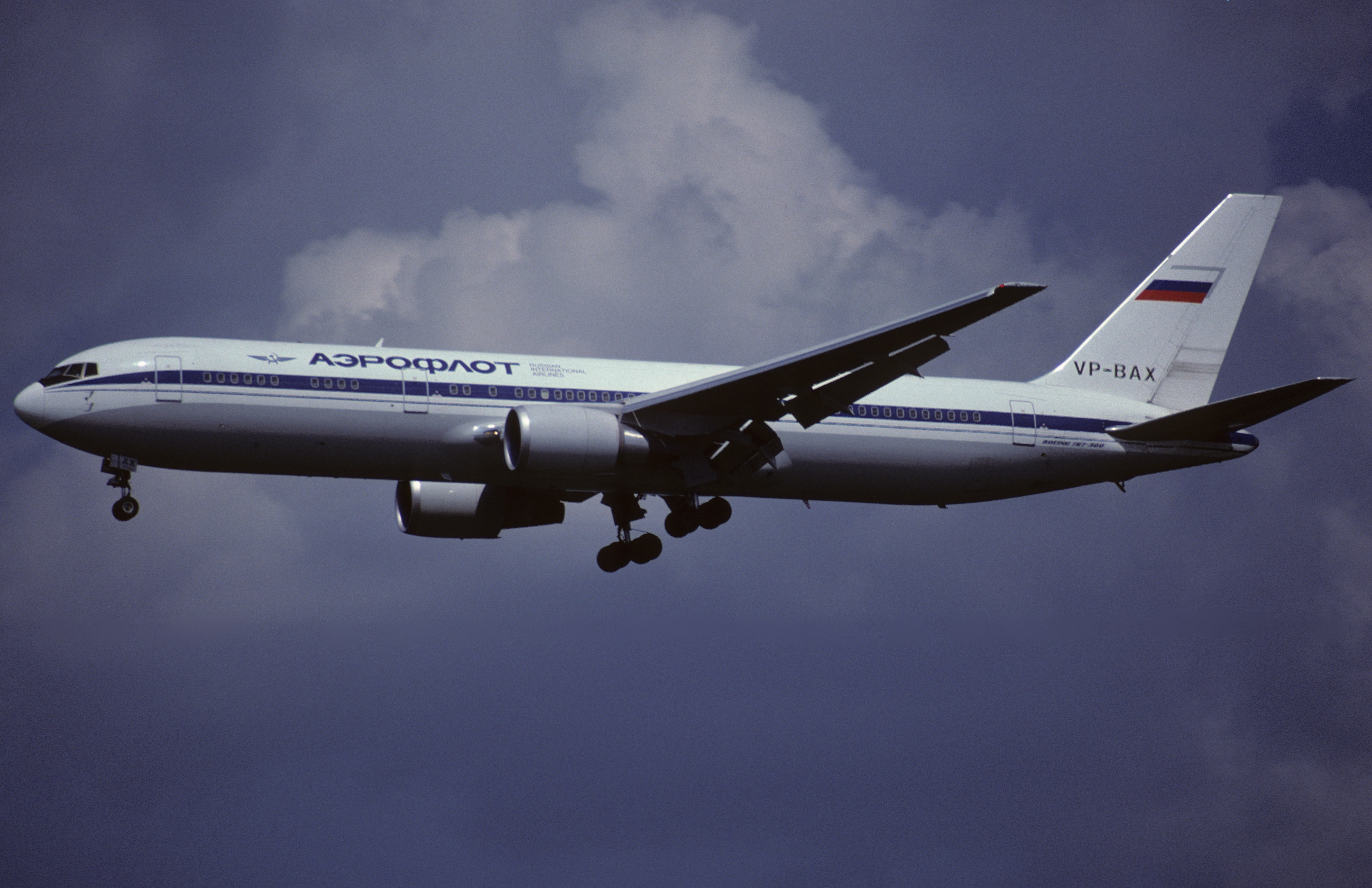
俄航波音767-300ER（舊塗裝）（2001年）

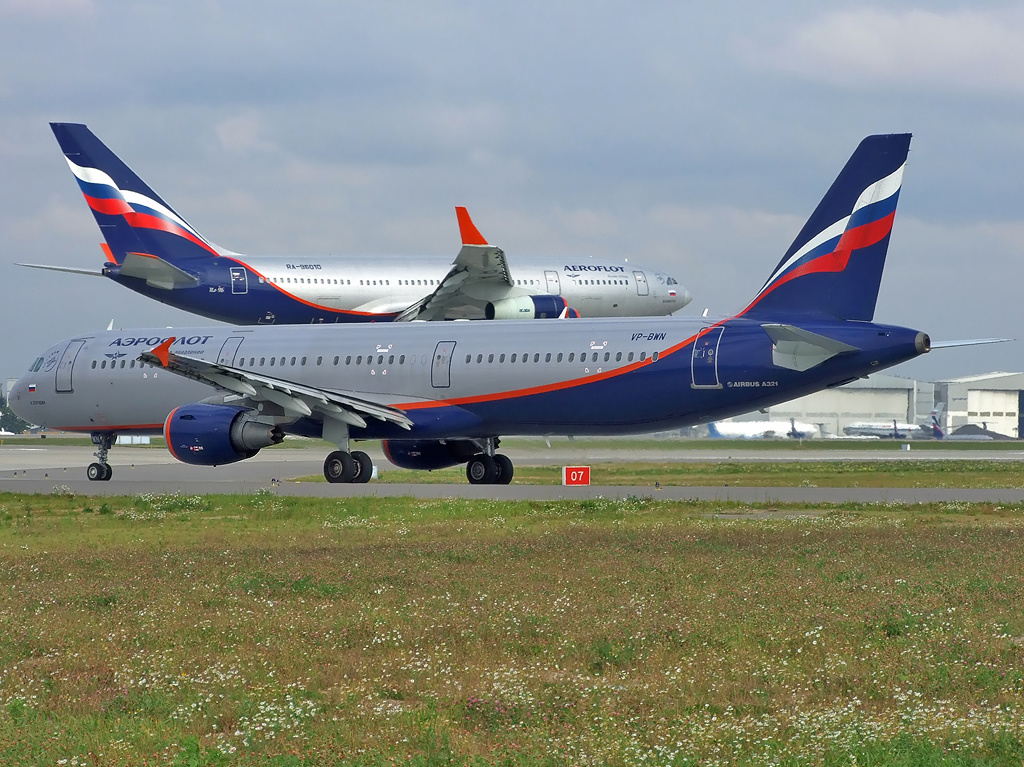
在謝列梅捷沃國際機場起降的俄航空中巴士A321-211型（前）與伊留申96-300型（後）

俄航過往曾租賃波音737、波音777-200、空中巴士A310，現時已全數離開俄航機隊。在蘇聯時期，俄羅斯航空的機隊皆為俄國國產民航機，而在蘇聯解體後開始引進歐美民航機；但部分俄製客機如Il-86、Il-96無法通過美國和歐盟的標準而無法營運歐美航線，因此部分國際班機轉而使用歐美民航機。
| 機型          | 引進 | 退役 | 備註       |
| ------------- | ---- | ---- | ---------- |
| 空中巴士A310  | 1992 | 2005 |            |
| 安-2          | 1948 | ?    |            |
| 安-10         | 1959 | 1973 |            |
| 安-24         | 1962 | ?    |            |
| 安-124        | 1980 | 2000 | 貨機       |
| 波音737-300   | 2008 | 2009 | 貨機       |
| 波音737-400   | 1998 | 2004 |            |
| 波音767-300ER | 1994 | 2015 |            |
| 波音777-200ER | 1998 | 2005 | 租賃自波音 |
| 麥道DC-10     | 1995 | 2009 | 貨機       |
| 麥道MD-11F    | 2008 | 2013 | 貨機       |
| 伊爾-12       | 1947 | 1970 |            |
| 伊爾-14       | 1954 | ?    |            |
| 伊爾-18       | 1958 | ?    |            |
| 伊爾-62       | 1967 | 2002 |            |
| 伊爾-76       | 1979 | 2004 | 貨機       |
| 伊爾-86       | 1980 | 2006 |            |
| 圖-104        | 1956 | 1979 |            |
| 圖-114        | 1961 | 1976 |            |
| 圖-124        | 1962 | 1967 |            |
| 圖-134        | 1967 | 2007 |            |
| 圖-144        | 1977 | 1978 |            |
| 圖-154        | 1968 | 2009 |            |
| 圖-204        | 1990 | 2005 |            |
| 雅克-40       | 1966 | 1995 |            |
| 雅克-42       | 1980 | 2000 |            |
| 伊爾-96       | 1993 | 2014 |            |

## 重大事故
不論是蘇聯民航時期或者是俄羅斯航空時期，飛安紀錄都不佳，19起空難已經造成1,600多人罹難。

#### 苏联民航时期
- 1949年8月25日，一架伊尔-12P（編號СССР-Л1844）执行自阿拉木图经克拉斯诺亚尔斯克至赤塔的专机任务，在途径伊尔库茨克-乌兰乌德段时于扎巴依喀勒山空难撞山坠毁，机上14人全部死亡。乘客中包含了当时正前往北平与中共方面谈判的东突国领导人，史称扎巴依喀勒山空难。
- 1957年8月15日，1架伊爾-14（編號CCCP-Л1874）執行由莫斯科經里加飛往哥本哈根的蘇聯民航103號班機，在哥本哈根機場降落時撞上發電廠煙囪墜毀，導致了機上23人全部罹難。
- 1958年10月17日，蘇聯民航的1架圖-104（編號CCCP-42362）由北京飛往莫斯科，在蘇聯卡納什墜毀，導致了機上80人全部罹難，罹難者包括中國作家鄭振鐸以及率領的中國文化代表團成員。
- 1963年7月13日，1架圖-104（編號CCCP-42492）執行蘇聯民航12號班機，在伊爾庫茨克墜毀，導致了機上35人中，33人罹難，2人受傷。
- 1963年8月21日，一架圖-124（編號CCCP-45021）因為起落架故障在涅瓦河面迫降，機上52人全部獲救。
- 1964年9月2日，1架伊爾-18（編號CCCP-75531）執行蘇聯民航721號班機，在南薩哈林斯克機場附近撞山墜毀，導致了機上93人中，有87人罹難，6人受傷。
- 1972年10月13日，1架伊爾-62（編號CCCP-86671）執行蘇聯民航217號班機，在莫斯科謝列梅捷沃機場降落時墜毀，導致了機上174人全部罹難。
- 1973年9月30日，1架圖-104B（編號CCCP-42506）執行蘇聯民航3932號班機，在斯維爾德洛夫斯克墜毀，導致了機上108人全部罹難。
- 1973年10月13日，1架圖-104B（編號CCCP-42486）執行蘇聯民航964號班機，在多莫杰多沃機場附近墜毀，導致了機上122人全部罹難。
- 1977年1月13日，1架圖波列夫134（編號CCCP-42369）執行由哈巴羅夫經新西伯利亞飛往阿拉木圖機場的蘇聯民航3843號班機，在距離3公里的阿拉木圖機場要降落時卻因為左邊引擎起火失去控制而墜毀，導致了機上90人全部罹難。
- 1979年8月11日，蘇聯民航的2架圖-134（編號分別為СССР-65816和СССР-65735）在第聶伯羅捷爾任斯克上空相撞，導致了2架機上總共178人全部罹難。
- 1980年7月8日，1架圖-154（編號CCCP-85355）執行蘇聯民航4227號班機，因風切變在阿拉木圖墜毀，導致了機上163人全部罹難。
- 1981年11月17日，1架圖-154（編號CCCP-85480）執行蘇聯民航3603號班機，在諾里爾斯克墜毀，導致了機上167人中，有99人罹難。
- 1982年6月28日，1架雅克-42（編號CCCP-42529）執行蘇聯民航8641號班機，因機械故障墜毀於莫濟里，導致了機上132人全部罹難
- 1982年7月6日，1架伊爾-62（編號СССР-86513）執行蘇聯民航411號班機，因警報系統失效在莫斯科墜毀，機上90人全部罹難。
- 1984年10月11日，1架圖-154（編號CCCP-85243）執行蘇聯民航3352號班機，在鄂木斯克機場降落之後就撞上地勤車也導致了飛機爆炸起火，有178人罹難，5人生還。
- 1985年7月10日，1架圖-154（編號CCCP-83511）執行由塔什干經卡爾西、奧倫堡特森特拉尼再飛往普爾科莫機場的蘇聯民航7425號班機，在3萬8千英尺飛行時因為飛行員誤認為引擎出現了喘振，同時降低了引擎功率，然而這個舉動讓客機失速尾旋墜毀在烏茲別克斯坦于奇庫杜克，導致了機上200人全部罹難。
- 1986年8月21日，1架圖-134A（編號CCCP-65766）執行蘇聯民航6502號班機，在薩馬拉庫魯莫奇國際機場降落時因為機長的失職行為墜毀，機上94人中，有70人罹難。

#### 俄罗斯航空时期
- 1994年3月23日，1架空中巴士A310（編號F-OGQS）執行俄羅斯航空593號班機，因為副機長讓他的兒子操作飛機而撞山墜毀，機上75人全部罹難。
- 2008年9月14日，原隶属于俄航的区域性航空公司北俄罗斯航空的1架波音737-500（編號VP-BKO）在執行莫斯科飞往彼尔姆的821号航班时，因為飛行員空間判斷失誤而墜毀在彼爾姆，機上88人全部罹難。

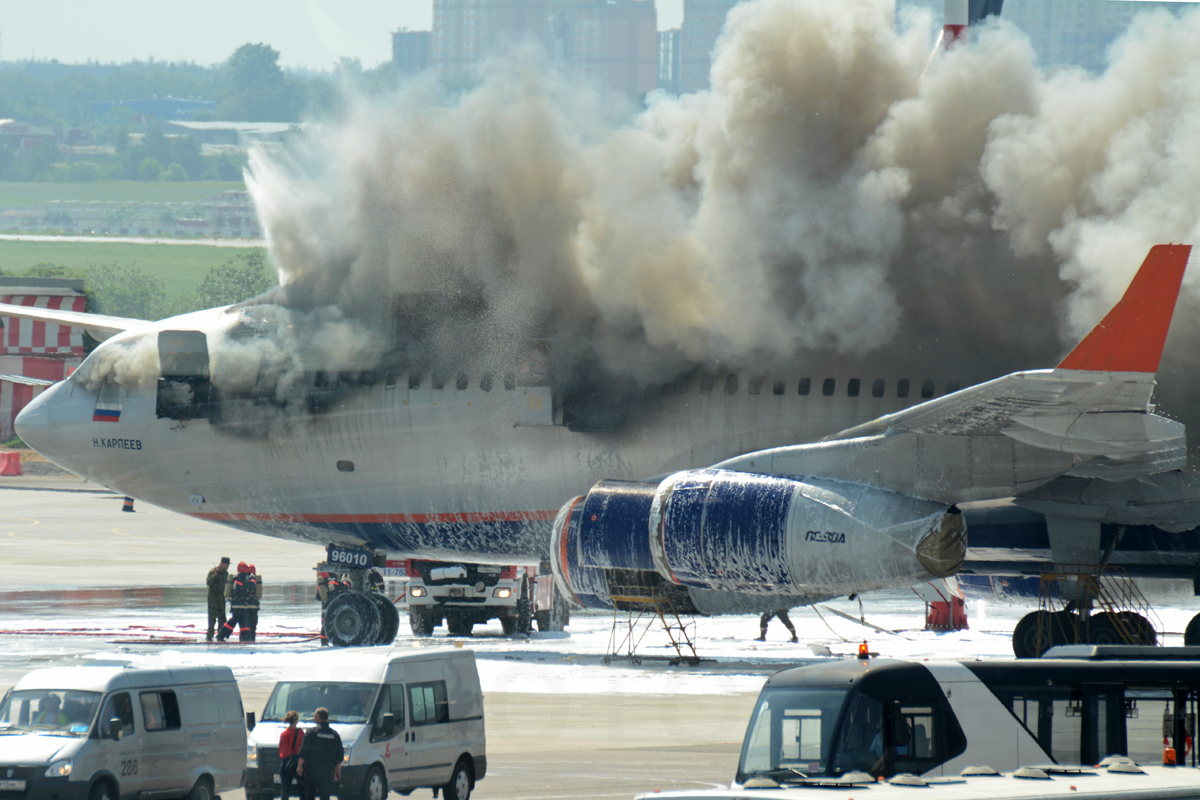
2014年6月3日起火焚毀的伊爾-96

- 2014年6月3日，一架已退役的伊爾-96（編號RA-96010）在謝列梅捷沃國際機場起火燒毀，未造成人員傷亡。[18]
- 2018年11月20日晚上，一架準備執飛俄羅斯航空2112號航班前往雅典的波音737-800（VP-BCG）客機，在谢列梅捷沃机场跑道起飛期間，起落架撞倒一名男子。該名男子其後證實罹難，肇事客機抵達雅典後發現輪胎上沾黏著「部分人體」等生物組織。經調查後，證實該名男子為一名25歲亞美尼亞籍男子耶普米安（Albert Yepremyan），11月19日被西班牙遞解出境。他乘坐飛機期間毆打一名空中服務員，當他抵達谢列梅捷沃机场後、乘搭接駁巴士前往客運大樓期間時跳車逃走。[19]
- 2019年5月5日，一架苏霍伊超级喷气机100（编号RA-89098）执行俄罗斯航空1492号班机，在飞机起飞不久后引擎就发生故障并引发大火，飞机随后成功迫降谢列梅捷沃机场，但在降落后飞机立即发生了爆炸。全机79人中，有41人罹難。

## 外部連結
- 官方网站 （俄文）（英文）（简体中文）（法文）（西班牙文）（德文）（意大利文）（日語）
- 俄羅斯航空的Facebook專頁
- 俄羅斯航空的Instagram帳戶
- 俄羅斯航空的X（前Twitter）
- YouTube上的俄羅斯航空頻道
- 俄羅斯航空的新浪微博
- 俄羅斯航空的VKontakte專頁